# Аурель Бенович
Аурель Бенович (нар. 14 липня 2000 — Осієк, Хорватія) — хорватський гімнаст. Срібний призер чемпіонату Європи у вільних вправах.

## Біографія
Народився в хорватському Осієці, де тренується та виступає за гімнастичне товариство Осієк-Жито.

## Кар'єра
2018
У сімнадцятирічному віці, будучи юніором, здобув неочікувану перемогу у вільних вправах на дорослому етапі кубку світу в Досі, Катар.

#### 2020
Після кубку світу в Баку, де продемонстрував 16 місце у вільних вправах в кваліфікації, отримав травму спини, відновлення від якої збіглося з карантином через пандемію коронавірусу.
У грудні під час пандемії коронавірусу на чемпіонаті Європи в Мерсіні, Туреччина, здобув першу в кар'єрі медаль континентальної першості, ставши другим у фіналі вільних вправ. Вибороти місце на п'єдесталі вдалось за відсутності особистого тренера Володимира Маджаревича, який здав позитивний тест на коронавірус, тому весь чемпіонат перебував у готельному номері, надаючи поради спортсмену телефоном.
2024
В серії кваліфікаційних на літні Олімпійські ігри в Парижі, Франція, етапів кубку світу без призових місць набрав 25 очок, посів друге місце в рейтингу після корейського гімнаста Руй Сунгхун та здобув особисту олімпійську ліцензію.

## Результати на турнірах
| Рік  | Змагання                   | КБ | ІБ | Вільні вправи | Кінь | Кільця | Опорний стрибок | Паралельні бруси | Перекладина |
| ---- | -------------------------- | -- | -- | ------------- | ---- | ------ | --------------- | ---------------- | ----------- |
| 2017 | Чемпіонат Європи           |    |    | 41            |      |        |                 |                  |             |
| 2018 | Кубок світу в Досі         |    |    | 11            |      |        |                 |                  |             |
| 2019 | Чемпіонат Європи           |    |    | 104           |      |        |                 |                  |             |
| 2019 | Кубок виклику в Осієці     |    |    | 7             |      |        |                 |                  |             |
| 2019 | Кубок виклику в Копері     |    |    | 3             |      |        |                 |                  |             |
| 2019 | Кубок виклику в Мерсіні    |    |    | 1             |      |        |                 |                  |             |
| 2019 | Кубок виклику в Сомбатгеї  |    |    | 16            |      |        |                 |                  |             |
| 2019 | Кубок виклику в Гімарайнші |    |    | 11            |      |        |                 |                  |             |
| 2020 | Кубок світу в Баку         |    |    | 16            |      |        |                 |                  |             |
| 2020 | Чемпіонат Європи           |    |    | 2             |      |        |                 |                  |             |
| 2020 | Кубок виклику в Осієці     |    |    | 2             |      |        |                 |                  |             |
| 2021 | Чемпіонат світу            |    |    | 81            |      |        |                 |                  |             |
| 2022 | Чемпіонат світу            |    |    | 11            |      |        |                 |                  |             |
| 2023 | Кубок світу. Котбус        |    |    | 4             |      |        | 35              |                  |             |
| 2023 | Кубок світу. Доха          |    |    | 17            |      |        | 22              |                  |             |
| 2023 | Кубок світу. Баку          |    |    | 1             |      |        | 6               |                  |             |
| 2023 | Кубок світу. Каїр          |    |    | 3             |      |        | 9               |                  |             |
| 2024 | Кубок світу. Каїр          |    |    | 16            |      |        | 9               |                  |             |
| 2024 | Кубок світу. Котбус        |    |    | 5             |      |        | 18              |                  |             |
| 2024 | Кубок світу. Доха          |    |    | 4             |      |        |                 |                  |             |
| 2024 | Олімпійські ігри           |    |    |               |      |        | 5               |                  |             |